# Neuroinflammation
 (juin 2025).
La mise en forme du texte ne suit pas les recommandations de Wikipédia : il faut le « wikifier ».
Les points d'amélioration suivants sont les cas les plus fréquents :
- Les titres sont pré-formatés par le logiciel. Ils ne sont ni en capitales, ni en gras.
- Le texte ne doit pas être écrit en capitales (les noms de famille non plus), ni en gras, ni en italique, ni en « petit »…
- Le gras n'est utilisé que pour surligner le titre de l'article dans l'introduction, une seule fois.
- L'italique est rarement utilisé : mots en langue étrangère, titres d'œuvres, noms de bateaux, etc.
- Les citations ne sont pas en italique mais en corps de texte normal. Elles sont entourées par des guillemets français : « et ».
- Les listes à puces sont à éviter, des paragraphes rédigés étant largement préférés. Les tableaux sont à réserver à la présentation de données structurées (résultats, etc.).
- Les appels de note de bas de page (petits chiffres en exposant, introduits par l'outil «  Source ») sont à placer entre la fin de phrase et le point final[comme ça].
- Les liens internes (vers d'autres articles de Wikipédia) sont à choisir avec parcimonie. Créez des liens vers des articles approfondissant le sujet. Les termes génériques sans rapport avec le sujet sont à éviter, ainsi que les répétitions de liens vers un même terme.
- Les liens externes sont à placer uniquement dans une section « Liens externes », à la fin de l'article. Ces liens sont à choisir avec parcimonie suivant les règles définies. Si un lien sert de source à l'article, son insertion dans le texte est à faire par les notes de bas de page.
- La présentation des références doit suivre les conventions bibliographiques. Il est recommandé d'utiliser les modèles {{Ouvrage}}, {{Chapitre}}, {{Article}}, {{Lien web}} et/ou {{Bibliographie}}. Le mode d'édition visuel peut mettre en forme automatiquement les références.
- Insérer une infobox (cadre d'informations à droite) n'est pas obligatoire pour parachever la mise en page.

Pour une aide détaillée, merci de consulter Aide:Wikification.
Si vous pensez que ces points ont été résolus, vous pouvez retirer ce bandeau et améliorer la mise en forme d'un autre article.
La neuroinflammation ou nevrite est une inflammation de tissu nerveux induite par une agression, comme une infection, un traumatisme crânien, des métabolites toxiques ou une auto-immunité. Dans le système nerveux central (SNC), dont le cerveau et la moelle spinale, la microglie est la cellule immunitaire innée résidente, réagissant à ces signaux.
Le SNC est généralement un site immunologique privilégié, car les cellules immunitaires périphériques sont généralement bloquées par la barrière hémato-encéphalique (BHE), une structure spécialisée composée d'astrocytes et de cellules endothéliales. Cependant, les cellules immunitaires périphériques circulantes peuvent franchir une BHE compromise et rencontrer des neurones et des cellules gliales exprimant des molécules du complexe majeur d'histocompatibilité, perpétuant ainsi la réponse immunitaire.[4] Bien que la réponse soit déclenchée pour protéger le système nerveux central de l'agent infectieux, son effet peut être toxique et provoquer une inflammation généralisée ainsi qu'une migration supplémentaire de leucocytes à travers la BHE.

## Causes
La neuroinflammation est généralement considérée comme chronique, par opposition à l'inflammation aigüe du système nerveux central.[5] L'inflammation aigüe suit généralement immédiatement une lésion du système nerveux central et se caractérise par des molécules inflammatoires, l'activation des cellules endothéliales, le dépôt de plaquettes et un œdème tissulaire.[6] L'inflammation chronique est l'activation soutenue des cellules gliales et le recrutement d'autres cellules immunitaires dans le cerveau. Cette inflammation chronique est généralement associée aux maladies neurodégénératives. Les causes courantes de neuroinflammation chronique comprennent :
- Métabolites toxiques
- Auto-immunité
- Vieillissement
- Microbes
- Virus
- Traumatisme crânien
- Lésion de la moelle spinale
- Pollution atmosphérique
- Tabagisme passif
- Blessure par explosion

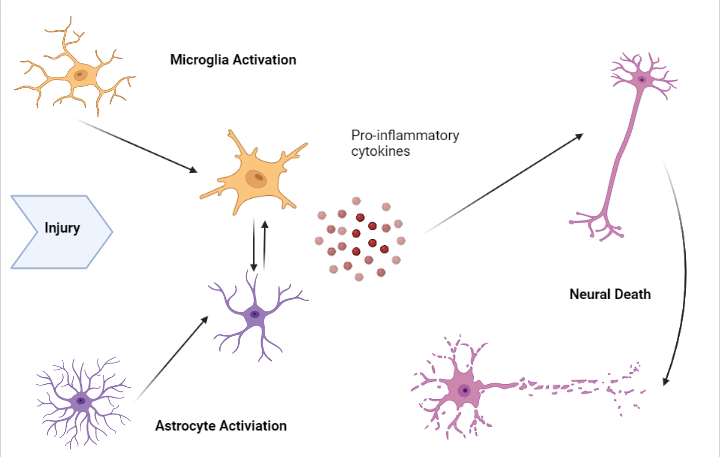
Déclenchement de la neuroinflammation dans l'organisme.

Les virus, les bactéries et autres agents infectieux activent les systèmes de défense de l'organisme et incitent les cellules immunitaires à protéger la zone ciblée contre les dommages. Certains de ces agents pathogènes peuvent déclencher une forte réaction inflammatoire susceptible de compromettre l'intégrité de la barrière hémato-encéphalique et ainsi modifier le flux inflammatoire dans les tissus voisins. La localisation et le type d'infection peuvent déterminer le type de réaction inflammatoire activée et l'action de cytokines ou de cellules immunitaires spécifiques.

## Réponse neuro-immunitaire

### Cellules gliales
La microglie est la cellule immunitaire innée du système nerveux central. Elle surveille activement son environnement et modifie significativement sa morphologie cellulaire en réponse à une lésion neuronale. L'inflammation aigüe cérébrale se caractérise généralement par une activation rapide de la microglie. Durant cette période, il n'y a pas de réponse immunitaire périphérique. Cependant, avec le temps, l'inflammation chronique entraine la dégradation des tissus et de la barrière hémato-encéphalique. Durant cette période, la microglie génère des espèces réactives de l'oxygène et émet des signaux pour recruter des cellules immunitaires périphériques et déclencher une réponse inflammatoire.
Les astrocytes sont les cellules gliales les plus abondantes du cerveau. Elles participent au maintien et au soutien des neurones et constituent un élément important de la barrière hémato-encéphalique. Après une agression cérébrale, comme un traumatisme crânien, les astrocytes peuvent s'activer en réponse aux signaux émis par les neurones lésés ou la microglie activée,. Une fois activés, les astrocytes peuvent libérer divers facteurs de croissance et subir des modifications morphologiques. Par exemple, après une blessure, les astrocytes forment la cicatrice gliale, composée d'une matrice de protéoglycanes qui semble entraver la régénération axonale mais serait en fait plutôt bénéfique à cette régénération axonale.

### Cytokines
Les cytokines sont une classe de protéines régulant l'inflammation, la signalisation cellulaire et divers processus comme la croissance et la survie cellulaires. Les chimiokines sont un sous-ensemble de cytokines qui régulent la migration cellulaire (en), notamment en attirant les cellules immunitaires vers un foyer infectieux ou une blessure. Différents types de cellules cérébrales peuvent produire des cytokines et des chimiokines, comme la microglie, les astrocytes, les cellules endothéliales et d'autres cellules gliales. Physiologiquement, les chimiokines et les cytokines fonctionnent comme des neuromodulateurs qui régulent l'inflammation et le développement. Dans un cerveau sain, les cellules sécrètent des cytokines pour créer un environnement inflammatoire local afin de recruter la microglie et d'éliminer l'infection ou la blessure. Cependant, dans la neuroinflammation, les cellules peuvent avoir une libération prolongée de cytokines et de chimiokines qui peuvent compromettre la barrière hémato-encéphalique. Les cellules immunitaires périphériques sont appelées sur le site de la lésion via ces cytokines et peuvent maintenant traverser cette barrière. Les cytokines courantes produites en réponse à une lésion cérébrale comprennent : l'interleukine-6 (IL-6), qui est produite pendant l'astrogliose (en), et l'interleukine-1 bêta (IL-1β) et le facteur de nécrose tumorale alpha (TNF-α), qui peuvent induire une cytotoxicité neuronale. Bien que les cytokines proinflammatoires puissent provoquer la mort cellulaire et des lésions tissulaires secondaires, elles sont nécessaires à la réparation des tissus endommagés. Par exemple, le TNF-α provoque une neurotoxicité aux premiers stades de la neuroinflammation, mais contribue à la croissance tissulaire aux stades ultérieurs de l'inflammation.

### Réponse immunitaire périphérique
La barrière hémato-encéphalique est une structure composée de cellules endothéliales et d'astrocytes qui forme une barrière entre le cerveau et le sang circulant. Physiologiquement, elle permet au cerveau d'être protégé des molécules et cellules potentiellement toxiques présentes dans le sang. Les astrocytes forment des jonctions serrées et peuvent donc réguler strictement ce qui peut traverser la barrière hémato-encéphalique et pénétrer dans l'espace interstitiel. Après une lésion et la libération prolongée de facteurs inflammatoires tels que les chimiokines, la barrière hémato-encéphalique peut être compromise, devenant perméable aux composants sanguins circulants et aux cellules immunitaires périphériques. Les cellules impliquées dans les réponses immunitaires innées et adaptatives, telles que les macrophages, les lymphocytes T et les lymphocytes B, peuvent alors pénétrer dans le cerveau. Cela exacerbe l'environnement inflammatoire du cerveau et contribue à la neuroinflammation chronique et à la neurodégénérescence.

## Traumatisme crânien

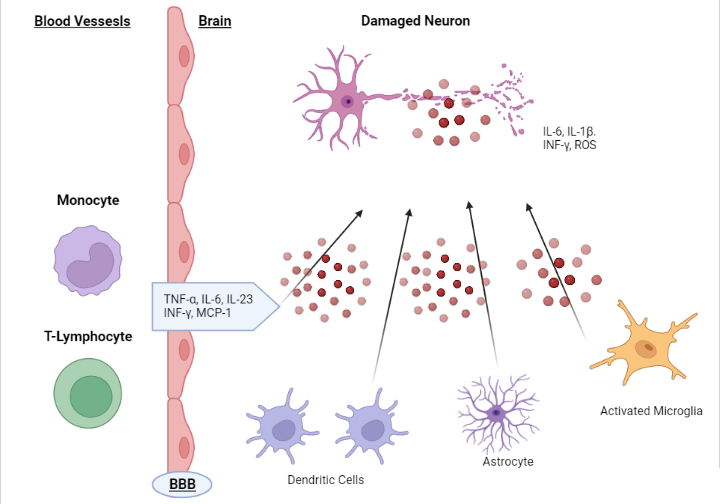
Rôle de la neuroinflammation dans la physiopathologie du traumatisme cranien.

Un traumatisme crânien (TC) est un traumatisme cérébral causé par un choc violent exercé sur la tête. Après un traumatisme crânien, des mécanismes à la fois réparateurs et dégénératifs créent un environnement inflammatoire. Quelques minutes après la lésion, des cytokines proinflammatoires sont libérées. L'IL-1β, une cytokine proinflammatoire, aggrave les lésions tissulaires causées par le traumatisme crânien. Ce dernier peut endommager considérablement les composants vitaux du cerveau, notamment la barrière hémato-encéphalique. L'IL-1β provoque la fragmentation de l'ADN et l'apoptose, et, associée au TNF-α, peut endommager la barrière hémato-encéphalique et permettre l'infiltration de leucocytes.[13] Une densité accrue de cellules immunitaires activées a été observée dans le cerveau humain après une commotion cérébrale.
Cellules immunitaires les plus abondantes du cerveau, les cellules microgliales jouent un rôle important dans la défense du cerveau contre les lésions. Le principal inconvénient de ces cellules réside dans le fait que leur capacité à favoriser la récupération grâce à des facteurs anti-inflammatoires est inhibée par leur capacité secondaire à produire une grande quantité de cytokines proinflammatoires. Cela peut entrainer des lésions cérébrales durables, car les facteurs anti-inflammatoires diminuent en quantité lorsque la microglie produit un excès de cytokines proinflammatoires. Les cytokines produites par la microglie, les astrocytes et d'autres cellules immunitaires activent les cellules gliales, augmentant ainsi le nombre de facteurs proinflammatoires, ce qui entrave encore davantage la récupération des systèmes neurologiques. La double nature de la microglie illustre pourquoi la neuroinflammation peut être bénéfique ou néfaste dans certaines conditions.

## Lésion de la moelle spinale
Une lésion de la moelle spinale (LMS) peut être divisée en trois phases distinctes. La phase primaire, ou aigüe, survient quelques secondes à quelques minutes après la lésion ; la phase secondaire, quelques minutes à quelques semaines, et la phase chronique, quelques mois à quelques années après la lésion. Une LMS primaire est causée par une compression ou une section de la moelle épinière, entrainant une excitotoxicité du glutamate, des déséquilibres en ions sodium et calcium et des lésions par radicaux libres. La neurodégénérescence par apoptose et démyélinisation des cellules neuronales provoque une inflammation au site de la lésion.[15] Cela conduit à une LME secondaire, dont les symptômes incluent un œdème, une cavitation du parenchyme spinal, une gliose réactionnelle et une perte fonctionnelle potentiellement permanente.
Au cours de la réponse inflammatoire induite par une lésion médullaire, plusieurs cytokines proinflammatoires, dont l'interleukine 1β (IL-1β), l'oxyde nitrique synthase inductible (iNOS), l'interféron γ (IFN-γ), l'IL-6, l'IL-23 et le facteur de nécrose tumorale α (TNFα), sont sécrétées, activant la microglie locale et attirant diverses cellules immunitaires, telles que les macrophages naïfs dérivés de la moelle osseuse.[17] Ces microglies et macrophages activés jouent un rôle dans la pathogenèse de la lésion médullaire.
Lors de l'infiltration de l'épicentre de la lésion, les macrophages subissent une commutation phénotypique, passant d'un phénotype M2 à un phénotype de type M1. Le phénotype M2 est associé à des facteurs anti-inflammatoires tels que l'IL-10, l'IL-4 et l'IL-13 et contribue à la cicatrisation et à la réparation tissulaire. Cependant, le phénotype de type M1 est associé à des cytokines proinflammatoires et à des espèces réactives de l'oxygène qui contribuent à l'augmentation des dommages et de l'inflammation. Des facteurs tels que les débris de myéline, qui sont formés par la blessure au site de la lésion, se sont avérés induire le changement de phénotype de M2 à M1. Une population diminuée de macrophages M2 et une population accrue de macrophages M1 sont associées à une inflammation chronique. L'inflammation à court terme est importante pour éliminer les débris cellulaires du site de la blessure, mais c'est cette inflammation chronique à long terme qui entrainera une mort cellulaire supplémentaire et des dommages irradiant à partir du site de la blessure.

## Vieillissement
Le vieillissement est souvent associé à des troubles cognitifs et à une propension accrue au développement de maladies neurodégénératives, comme la maladie d'Alzheimer. Des marqueurs inflammatoires élevés semblent accélérer le processus de vieillissement cérébral. Dans le cerveau âgé, sans pathologie apparente, on observe une augmentation chronique des taux de cytokines proinflammatoires et une diminution des taux de cytokines anti-inflammatoires. Le déséquilibre homéostatique entre cytokines anti-inflammatoires et proinflammatoires lié au vieillissement est un facteur augmentant le risque de maladie neurodégénérative. De plus, on observe une augmentation du nombre de cellules microgliales activées dans le cerveau âgé, lesquelles présentent une expression accrue du complexe majeur d'histocompatibilité II (CMH II), de l'adaptateur de liaison au calcium ionisé 1 (IBA1), de CD86 (en), de l'antigène macrophage ED1, de CD4 et de l'antigène commun des leucocytes. Ces cellules microgliales activées diminuent la capacité des neurones à subir une potentialisation à long terme (LTP) dans l'hippocampe, réduisant ainsi leur capacité à former des souvenirs.

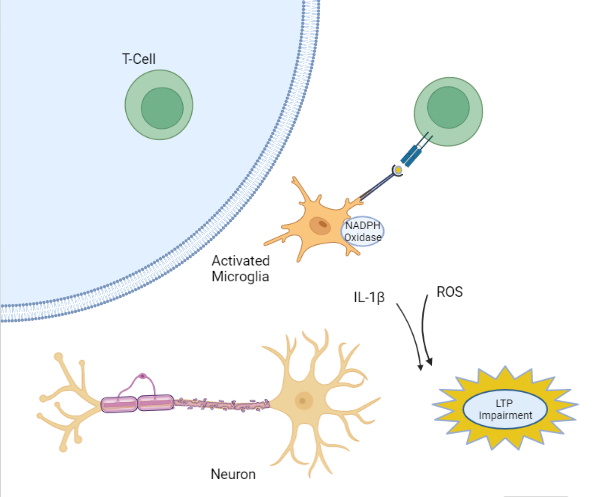
Altération de la LTP neuronale par la microglie activée. (créé avec BioRender.com)

L'IL-6, l'une des principales cytokines responsables du maintien de l'équilibre inflammatoire, peut également servir de marqueur biologique pour observer la corrélation entre l'âge et la neuroinflammation. Les mêmes taux d'IL-6 observés dans le cerveau après une lésion ont également été retrouvés chez les personnes âgées, ce qui indique un risque de développement de troubles cognitifs. La surrégulation inutile de l'IL-6 chez les personnes âgées résulte d'un dysfonctionnement de la médiation des cellules gliales, susceptible d'entraîner leur activation et une réponse neuroinflammatoire plus sensible.